# 호색일대남
《호색일대남》(일본어: 好色一代男)은 이하라 사이카쿠가 쓴 17세기 소설이다. 주인공 요노스케는 7세에 이성에 눈을 떠 60세가 되기까지 사랑을 나누었던 여자가 3742명, 남색 상대가 725명이었다. 그의 엽색담을 통해 에도 시대의 화려한 성 문화 뒤에 가려진 상인들의 세계와 가치관을 엿볼 수 있다.

## 배경
이하라 사이카쿠(井原西鶴)의 첫 소설 작품인 ≪호색일대남(好色一代男)≫은 일본 근세 소설사에서 우키요조시(浮世草子)라는 장르의 효시로 크게 평가받고 있는 고전 작품이지만 국내에서는 처음으로 출간된다.
우키요조시는 일본 근세 소설의 다양한 장르 중 하나로서 이 작품이 나올 당시에는 실용적인 내용이나 권선징악적 문학관이 담긴 가나조시(假名草子)라는 장르의 작품이 주류를 이루었는데, ≪호색일대남≫이 창작됨으로써 가나조시와는 일선을 긋는 우키요조시라는 새로운 소설 장르가 시작되었다. 사이카쿠는 자신의 작품을 당대에 유행했던 가나조시의 일환으로서 창작했지만 ≪호색일대남≫이 담고 있는 내용의 질이 그 이전의 작품들과 확연히 다르다는 점에서 후대인들이 이를 우키요조시(浮世草子)라고 부르게 되었고, 이후 근세 소설의 주요 장르의 명칭으로 정착한 것이다. 즉, 가나조시의 문학적 성격과 크게 이질적인, 주로 오락성에 주안을 두고 당세의 풍속이나 인정(人情)에 관한 다양한 모습을 그리고자 했던 풍속 소설들을 우키요조시라고 부른다. ‘우키요’란 지금 살고 있는 이 세상 현실의 모든 것이 살기 힘들고 무상하다는 불교적 생활 감정과 더불어 그럼에도 불구하고 이 세상의 한편에는 삶의 순간순간을 즐기는 향락이 존재하고 그것이 또한 현실이기도 하다는 정도의 다소 상충적인 의미를 가진다. 불교적 생사관이 강조되었던 중세적 ‘우키요(憂世)’가 근세기에 이르러 현실은 ‘憂世’이면서 ‘浮世’인 중층적 이미지로 다가오게 되었다고 볼 수 있다.
사이카쿠의 첫 우키요조시인 ≪호색일대남≫의 작품명을 의미 그대로 풀어 보면 ‘일생을 오로지 호색만으로 일관한 남자’라는 의미가 될 것이다. 세계 문학에서 호색 문학이라고 하면 노골적인 성 묘사를 중심으로 만들어진 문학을 가리키는 것이 일반적인데, ≪호색일대남≫의 내용은 호색 문학과는 거리가 멀다. ≪호색일대남≫의 주인공 요노스케(世之介)는 수천억 재산가인 상인의 아들로 태어나 가업을 충실히 이어 가면서 더욱 부를 축적해 가는 것이 의무이고 도리였지만 이를 철저히 외면한 탈세속적인 존재였다. 작품명에서도 드러나듯이 주인공은 일생을 유곽(遊廓) 등에서 호색 생활로 일관하면서 대부분의 재산을 탕진함으로써 국가에는 상인 본분을 망각한 불충(不忠)을, 부모에게는 가업을 이어 가지 않은 불효를 행한 셈이 되는 것이다. 그렇다면 작가 사이카쿠는 당시의 봉건 체제에 반역적일 수도 있는 주인공 요노스케의 호색 이야기를 통해 무엇을 그리려고 했던 것일까? 이 작품이 노골적인 성 묘사를 주안으로 하는 호색 문학이 아니라는 점에서 작가의 창작 의도는 흥미롭기만 하다.
무엇보다 이 작품에는 일본 고전 소설의 최고봉으로 일컬어지는 ≪겐지 모노가타리(源氏物語)≫에 대한 패러디 의도가 담겨 있다. ≪겐지 모노가타리≫가 창작된 시기는 11세기 초 헤이안(平安) 왕조의 귀족 시대다. 이 작품은 잘 알려진 대로 최상층 귀족 신분의 히카루 겐지(光源氏)와 수많은 헤이안 귀족 여성들의 만남을 둘러싼 영화로운 일대기를 그리고 있다. 사이카쿠는 이와 견줄 만한 근세 상인의 히어로로서 주인공 요노스케를 설정하고 그의 호색 생활의 일대기를 그린 것이다. ≪겐지 모노가타리≫에서 묘사되는 남녀 귀족들의 사랑은 성애의 부분이 사상(捨象)된 형태였던 데 비해 ≪호색일대남≫은 인간의 원천적 본능인 애욕을 모티프로 삼고 있었음은 주목할 만하다. 이는 귀족이나 무사와 같은 지배 계급의 사랑 이야기의 위선을 야유하는 시각이 내재된 패러디라고 볼 수 있다.
주인공 요노스케는 상속받은 엄청난 재산의 힘으로 근세 도시 경제 체제에서 최고 수준의 환락적 소비와 향락이 허용되는 유곽을 드나들며 수많은 여성 또는 미소년을 편력하는데, 이는 당시 엄청난 부를 축적한 상인들의 자기 과시의 한 행태였다. 상인은 공고한 계급적 질서 안에서 자리매김되었기에 부의 축적, 즉 금력이 권력이나 사회적 공공성의 영역 등으로 이어지는 발상은 그들에게 존재하지 않았다. 상인에게 세속에서의 부의 축적은 오직 부 그 자체 이상의 의미를 지닐 수 없었다. 사이카쿠는 주인공 요노스케를 근세 상인들이 선망하는 부호의 아들로서 설정해 주로 유곽을 무대로 상인의 굴절된 존재감을 과시하는 존재로 그리고 있다.